# Dreifaltigkeitskirche (Zasavica I)
Die Dreifaltigkeitskirche (serbisch: Црква Свете Тројице / Crkva Svete Trojice) im zur Opština Sremska Mitrovica (Gemeinde Sremska Mitrovica) gehörenden Dorf Zasavica I ist eine Serbisch-orthodoxe Kirche im nordwestlichen Serbien und ist der Heiligen Dreifaltigkeit geweiht.
Sie ist die Pfarreikirche der Pfarrei Ravnje im Dekanat Mačva der Eparchie Šabac der serbisch-orthodoxen Kirche. Die Dreifaltigkeitskirche zu Zasavica I ist ein wichtiges Kulturdenkmal Serbiens.

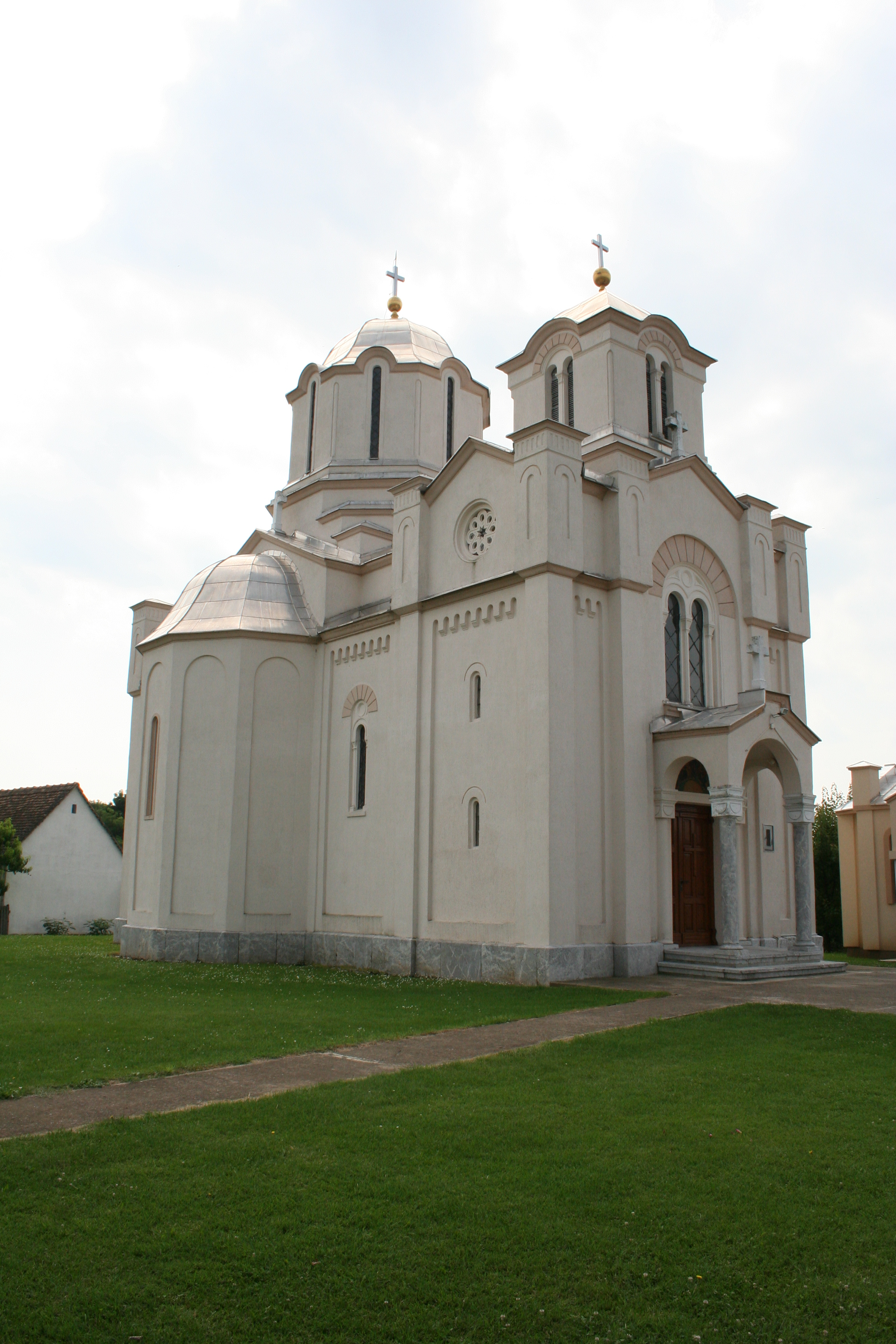
Dreifaltigkeitskirche im Zentrum von Zasavica I

## Lage

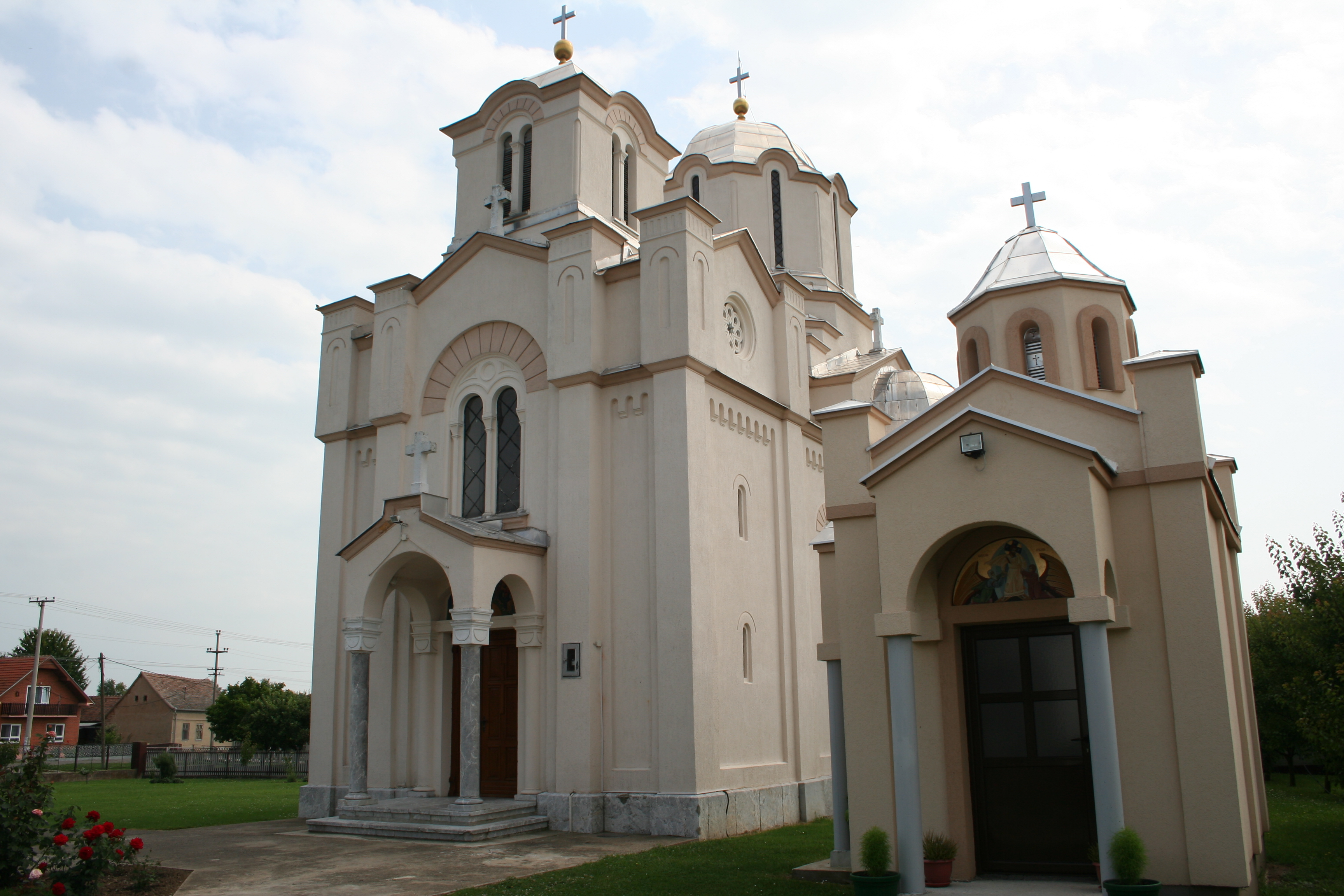
Die Kirche und Kapelle mit Umgebung

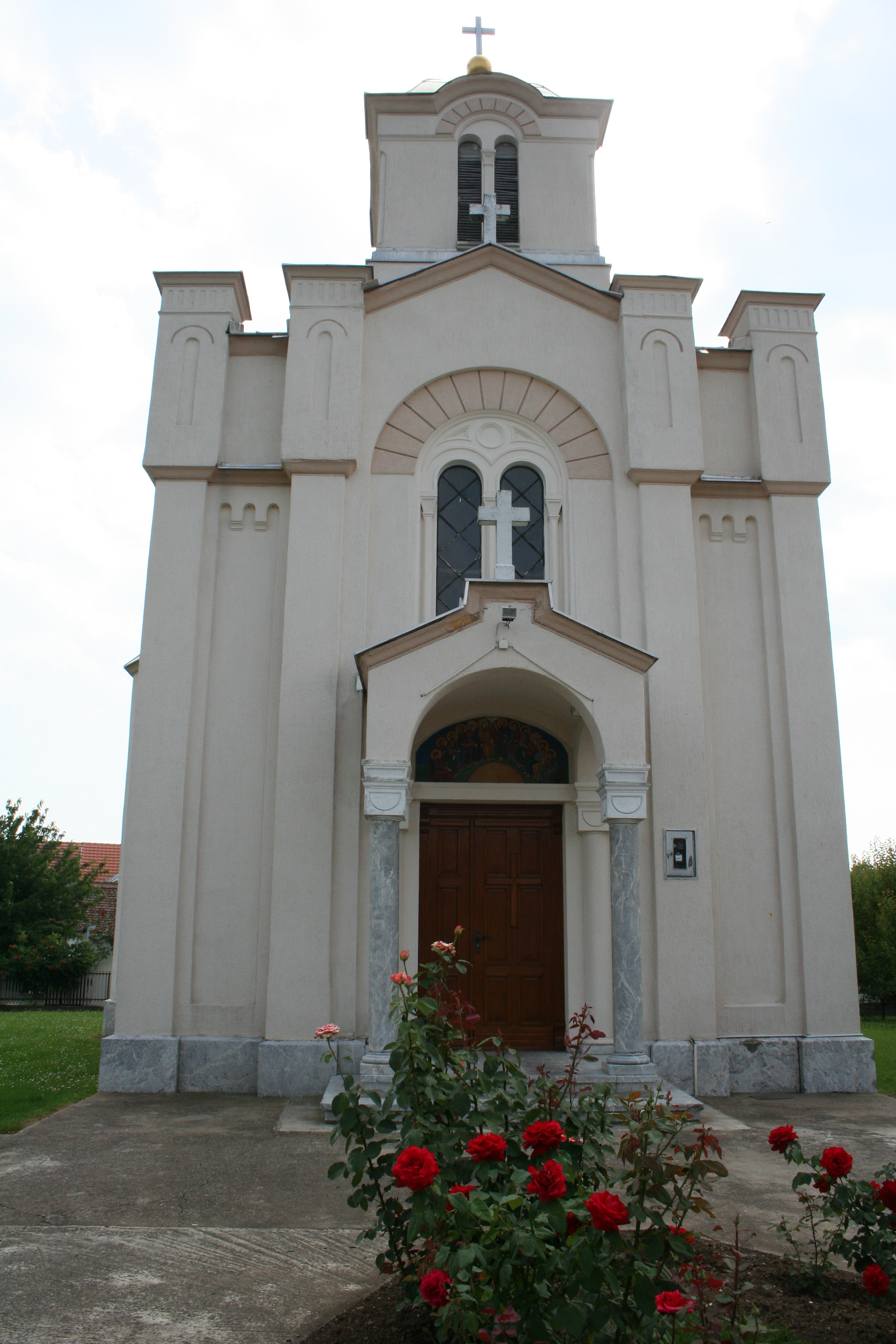
Eingang im Westen

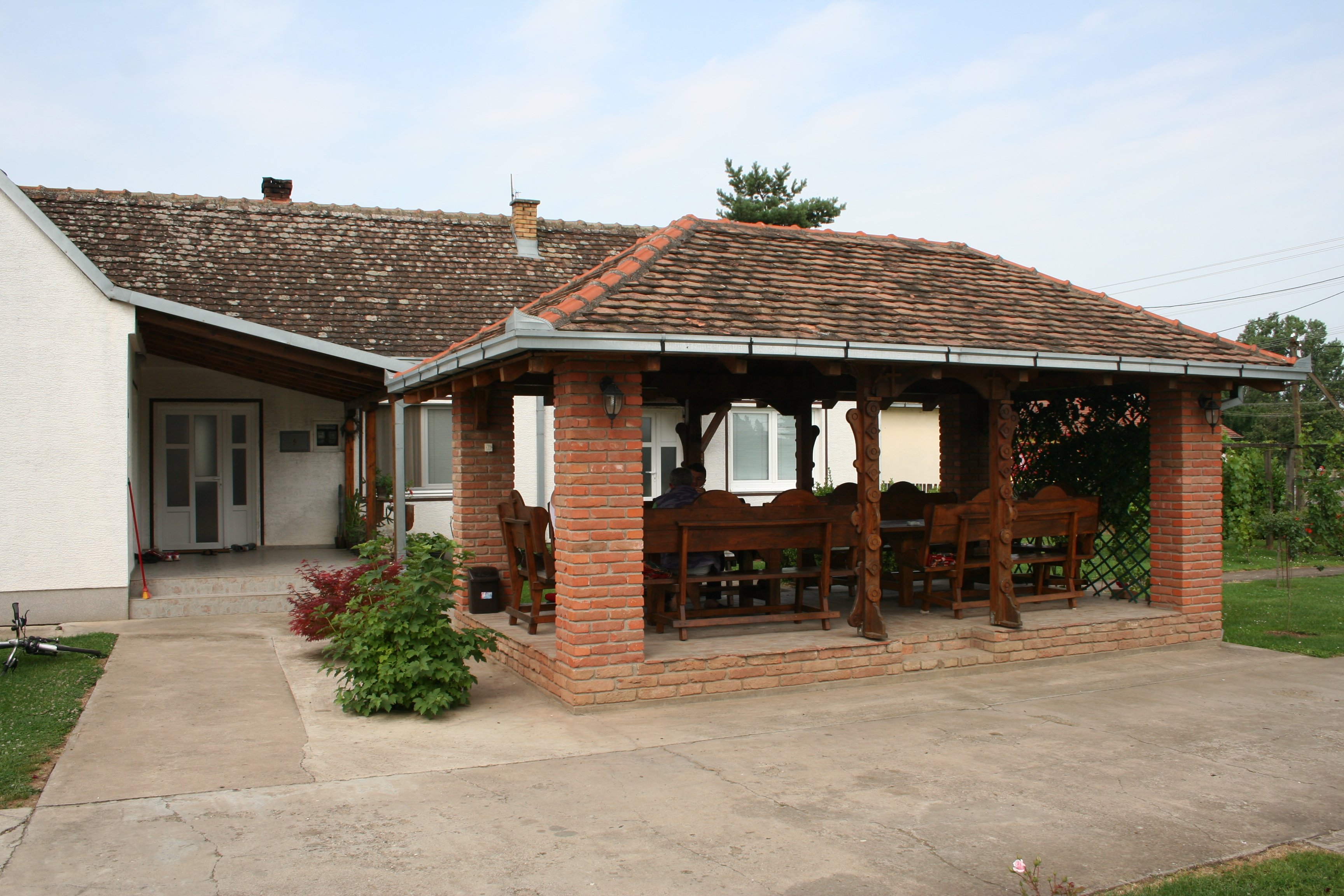
Pfarreihaus der Kirche

Das Dorf Zasavica I und somit die Kirche gehören zur Gemeinde Sremska Mitrovica. Die Gemeinde Sremska Mitrovica liegt größtenteils in der Region Srem, die zur serbischen autonomen Provinz Vojvodina gehört.
Zasavica I und einige Dörfer, um die ebenfalls in der Gemeinde Sremska Mitrovica liegende Kleinstadt Mačvanska Mitrovica gehören historisch nicht zur Vojvodina, sondern sind als Teil der Region Mačva, ein Bestandteil Zentralserbiens, gehören aber administrativ zur Vojvodina.
Die Dreifaltigkeitskirche steht im Zentrum des Dorfes an der Kreuzung der Straßen Ulica Peke Dapčevića und Vojvođanska Ulica.
Zur Pfarrei Ravnje gehören neben Zasavica I die Nachbardörfer Ravnje, das namensgebend ist für die Pfarrei, und Zasavica II. Die Gläubigen dieser Dörfer ohne eigene Kirche besuchen den Gottesdienst in der Dreifaltigkeitskirche zu Zasavica I.

## Geschichte
Die Dreifaltigkeitskirche wurde von 1894 bis 1899 im Neoserbisch-byzantinischen Stil erbaut. Vorher stand am gleichen Ort das Serbisch-orthodoxe Kloster Manastir Rajac. Am 17. Oktober 1899 zur Zeit Königs Aleksandar Obrenović wurde die Kirche vom Bischof der Eparchie Šabac und späteren serbischen Patriarchen Dimitrije (Pavlović) eingeweiht.
Großen Einfluss auf den Bau der Kirche hatten der damalige Priester Toma Laušević und der Dorfbürgermeister Stojko Belomarković. Der Kirchenbau war ein gemeinsames Anliegen der Dorfbewohner der Dörfer Zasavica und Ravnje.

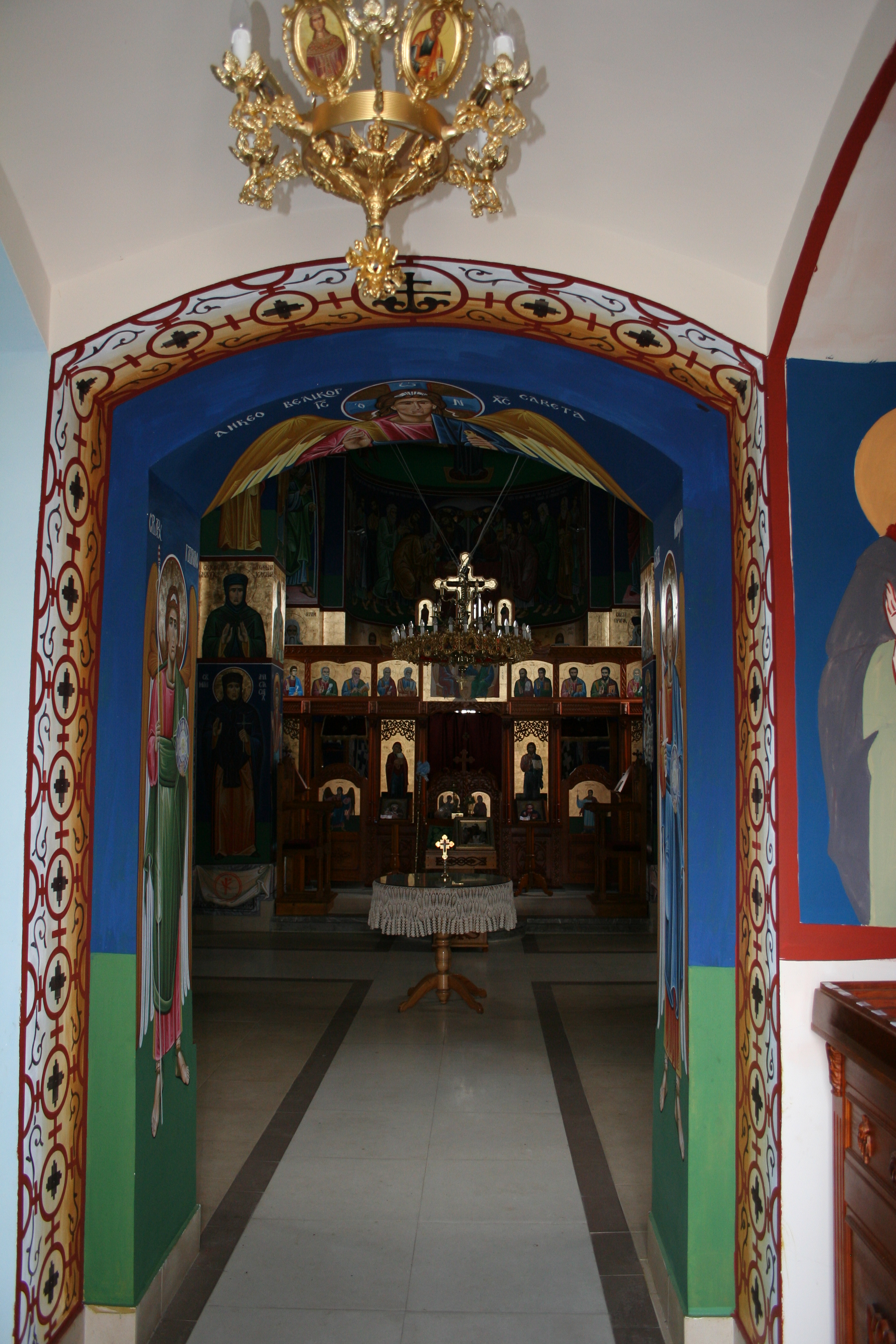
Eingang zum Innenraum der Kirche

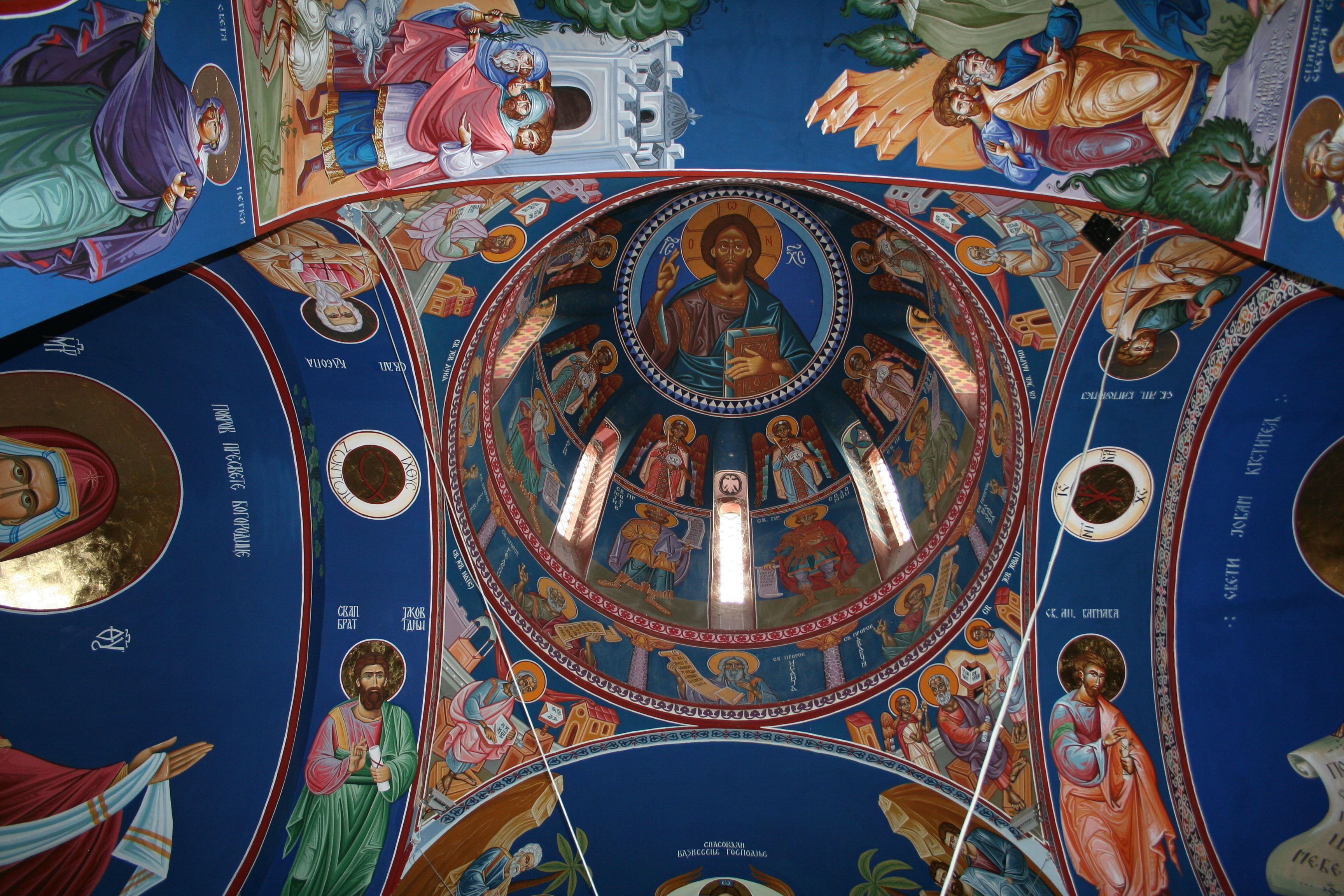
Fresken im Innenraum der Kirche

## Architektur
Architekt der Kirche war der serbische Kirchenbaumeister Svetozar Ivačković.
Der neoserbische Stil ist gekennzeichnet durch einen einsehbaren Innenraum, einen Grundriss in Form des Griechischen Kreuzes und eine große Kuppel über der Mitte des Kirchenschiffes an den Kreuzungen der Seitenarme der Kirche.

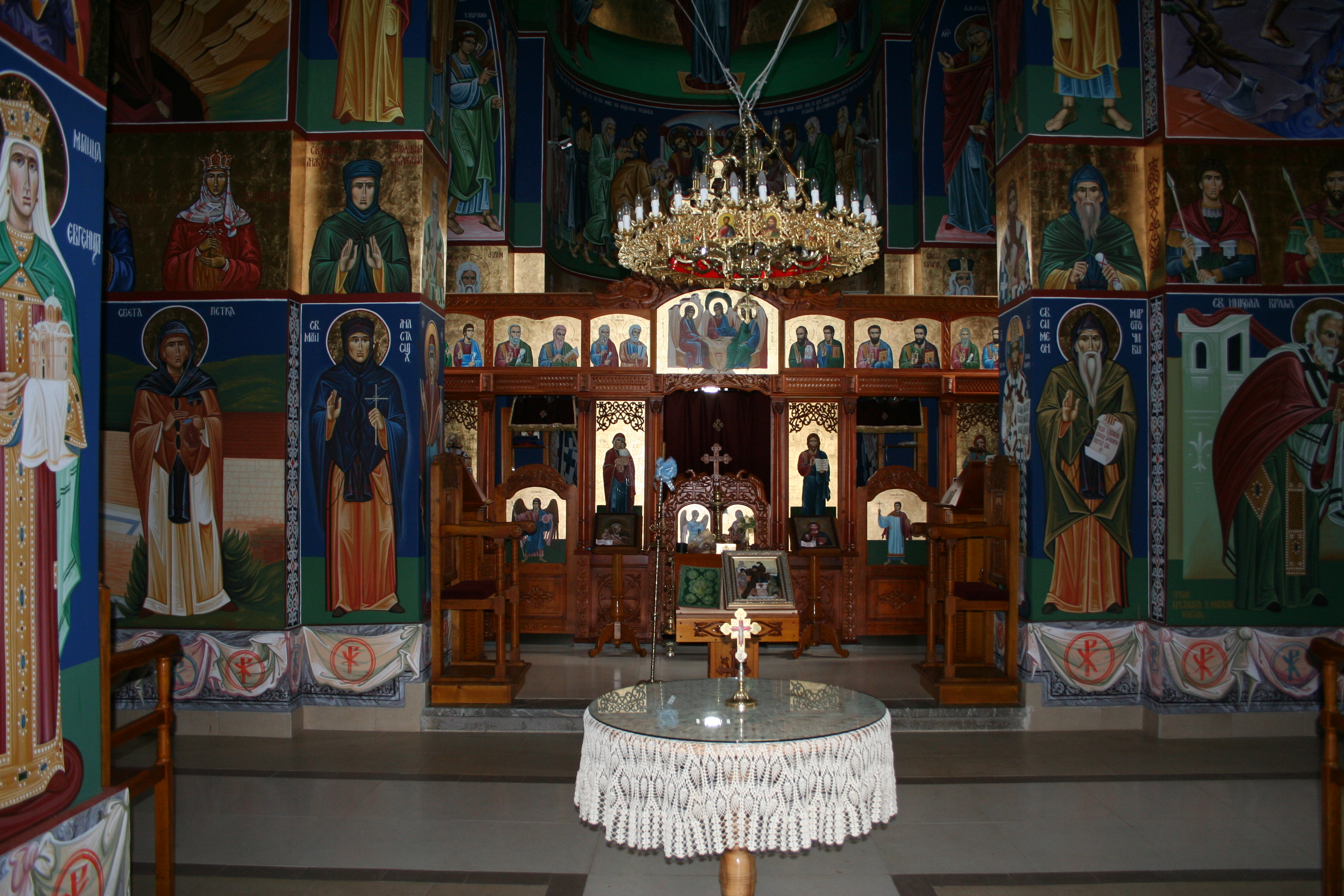
Neue Ikonostase und mit Fresken bemalter Innenraum

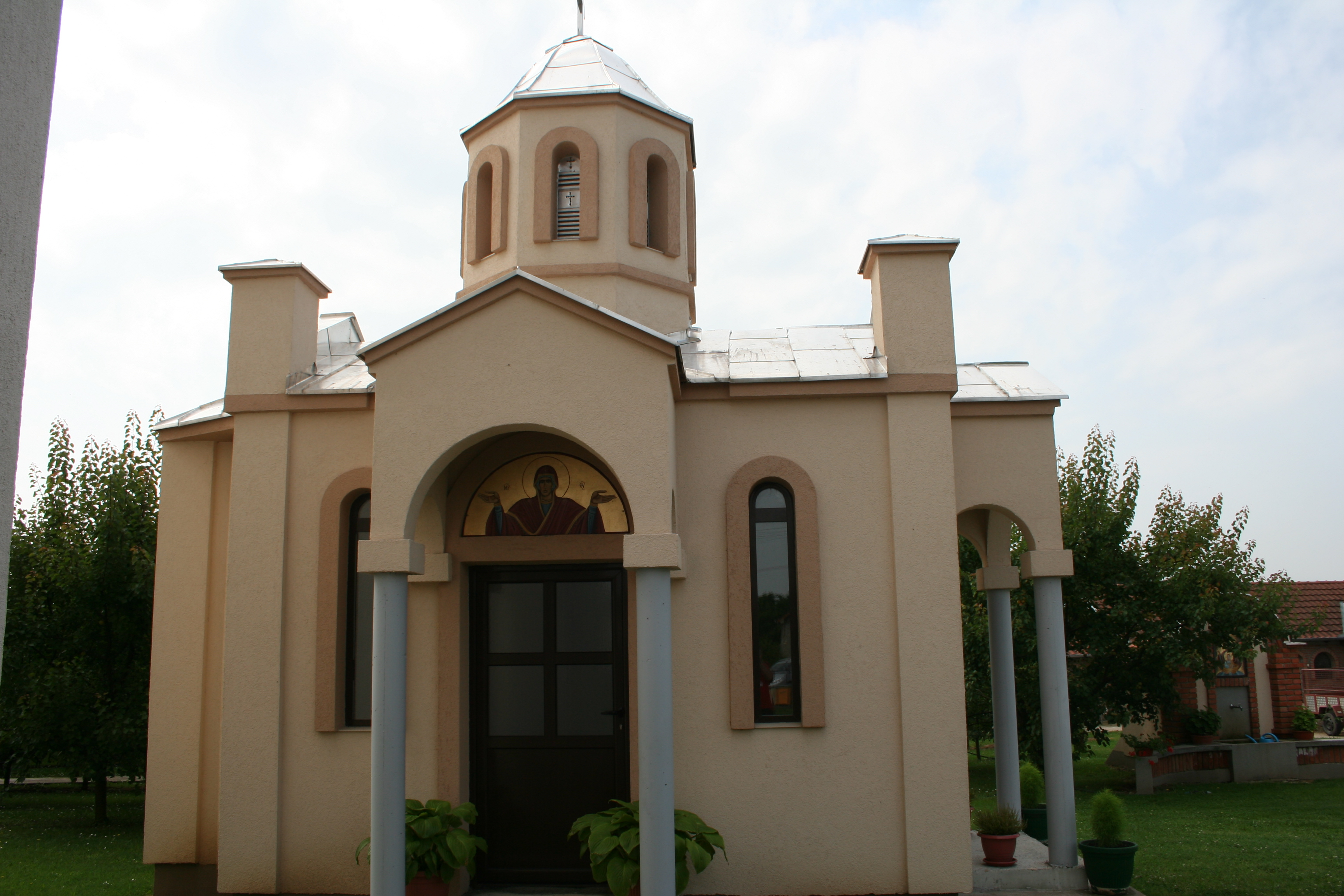
Kapelle zum Anzünden der Kerzen im Kirchhof

Die Kirche zu Zasavica I ist eine Dreikonchenanlage im Grundriss eines griechischen Kreuzes, sie besitzt an der Ost-, Süd- und Nordfassade von außen gesehen fünfseitig Apsiden, die im Inneren halbrund sind. Im Osten der Kirche ist eine halbrunde Altar-Apsis und an der Westseite des Naos der Kirchturm. Über der Mitte des Kirchenschiffes erhebt sich eine große Kuppel.
Der Kircheingang ist mit zwei Säulen verziert. Zur Außendekoration der Kirche gehören unter anderem Kränze, halbrunde Bogenfenster, florale Ornamente und Pilaster. Die alten Fresken im Innenraum der Kirche wurden von einem unbekannten Maler überstrichen.

### Ikonostase und Ikonen
Die Ikonen auf der Ikonostase sind älter als die Kirche selbst. Die Hauptikonen auf der alten Ikonostase stammen von Lazar Stajić (wahrscheinlich zwischen 1806 und 1808). In der Kirche befinden sich weitere Ikonen zweier unbekannter Ikonenmaler, wahrscheinlich aus der zweiten Hälfte des 19. Jahrhunderts.

## Restaurierung der Kirche 2014–2016
Priester der Kirche ist seit 2002 Milorad Pavlović, er ist der 23. Priester der Kirche in Folge. Die zu seinem Amtsantritt innen und außen in schlechtem Zustand befindliche Kirche ließ er mit dem Bürgermeister der Gemeindehauptstadt Sremska Mitrovica Branislav Nedimović restaurieren.
Bürgermeister Nedimović stellte die nötigen Mittel aus dem Budget der Stadt Sremska Mitrovica zur Kirchenrenovierung zur Verfügung. Auch halfen die Dorfgemeinschaften von Zasavica und Ravnje, die Einwohner der Dörfer und im Ausland lebende Einwohner der Dörfer finanziell. Laut Aussage des Priesters sind 95 % der Arbeiten an der Kirche beendet.

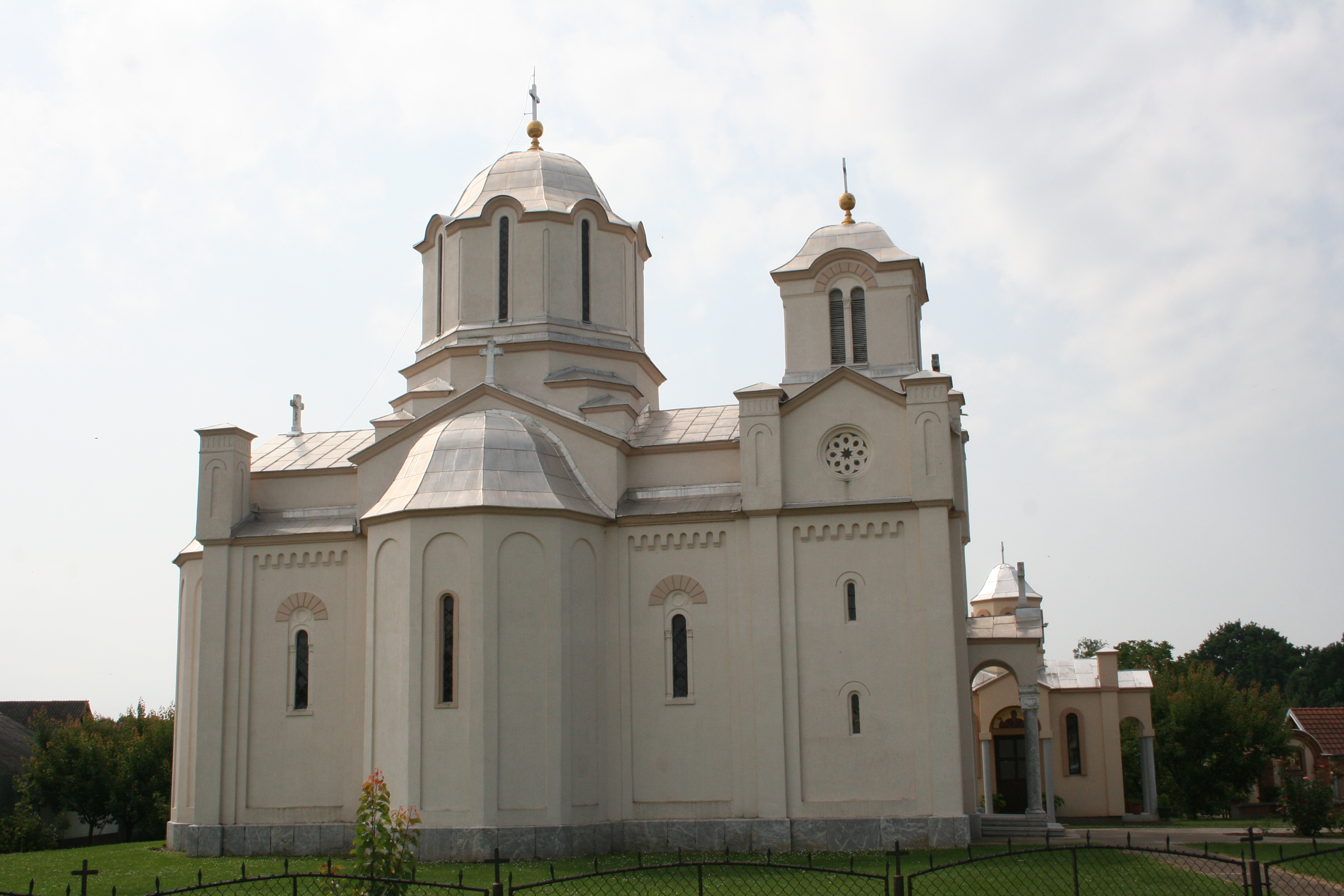
Seitenansicht der Kirche von Norden

Die ersten großen Arbeiten erfolgten 2014. Milenko Milutinović sanierte und erneuerte mit seiner Firma den Boden samt Feuchtigkeits- und Wärmeisolation. Der alte Boden wurde entfernt und ein neuer aus Marmor und Keramikplatten gelegt. Die Kirche bekam eine neue elektrische Installation, die Wände wurden geglättet und für die Freskenbemalung vorbereitet.

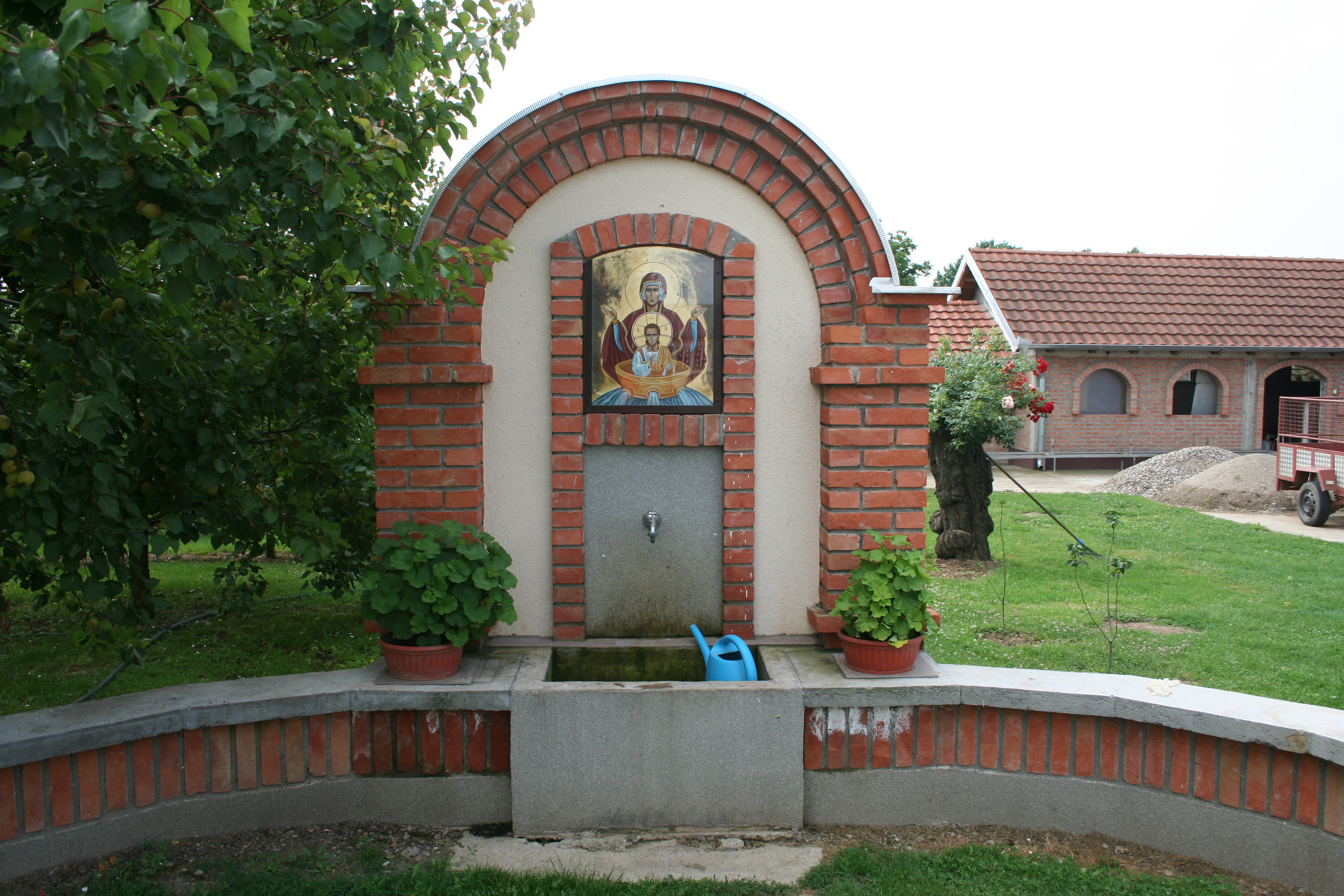
Brunnen im Kirchhof

Die ersten Fresken schufen die Maler Bogdan Dostanić, Sonja und Boban Almažan aufgrund einer Spende des in Österreich lebenden aus Zasavica stammenden Dalibor Belovuković, der mehrmals der Kirchenrenovierung half, auf einer Fläche von 150 m². Ein Fresko stellt den serbischen Patriarchen Pavle (Stojčević) dar.
Die Kirche bekam von 2014 an bis 2016 eine neue Ikonostase mitsamt Ikonen, ein neues Dach, die Außenfassade wurde erneuert, neues Mobiliar aufgestellt, im Kirchhof ein Brunnen angelegt und eine Kapelle zum Kerzenanzünden gebaut. Auch das Pfarreihaus wurde erneuert.
Die Umzäunung des Kirchhofes soll erneuert und ein Plateau samt Weg zur Kirche vor dem Kircheneingang gebaut werden. Außerdem ist ein Kirchensaal geplant, in dem wichtige Ereignisse in der Geschichte der serbisch-orthodoxen Kirche als Malerei dargestellt werden sollen.
Am 18. September 2016 weihte der Bischof der Eparchie Šabac, Lavrentije (Trifunović), die Fresken der Kirche ein und im Nachbarort Ravnje weihte Bischof Lavrentije die Fundamente zum Bau der Kirche Hl. Zar Konstantin und Zarin Jelena ein.

## Galerie

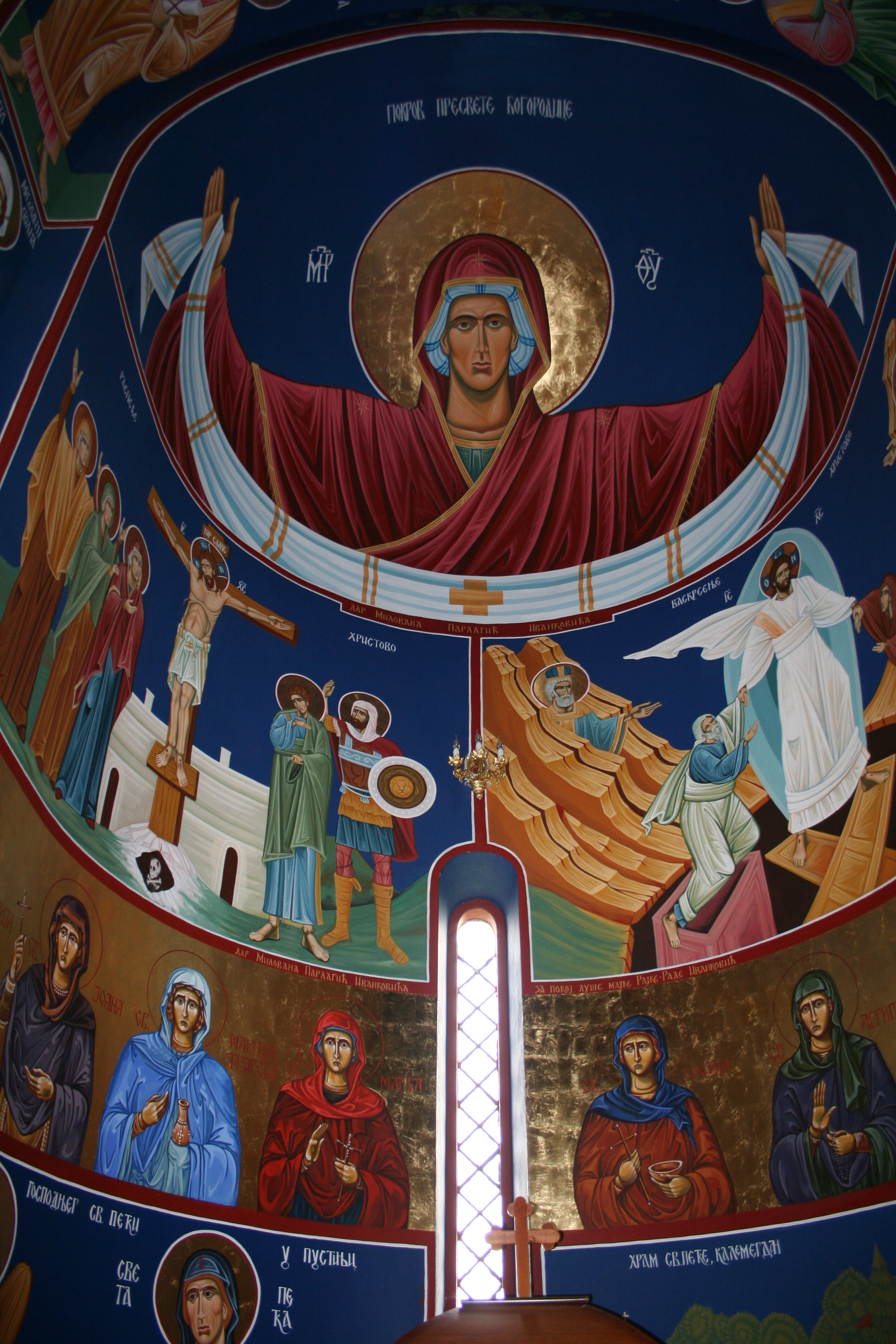
Fresko der Schutz-und-Fürbitte der Allerheiligen Gottesmutter Maria (unter anderem)
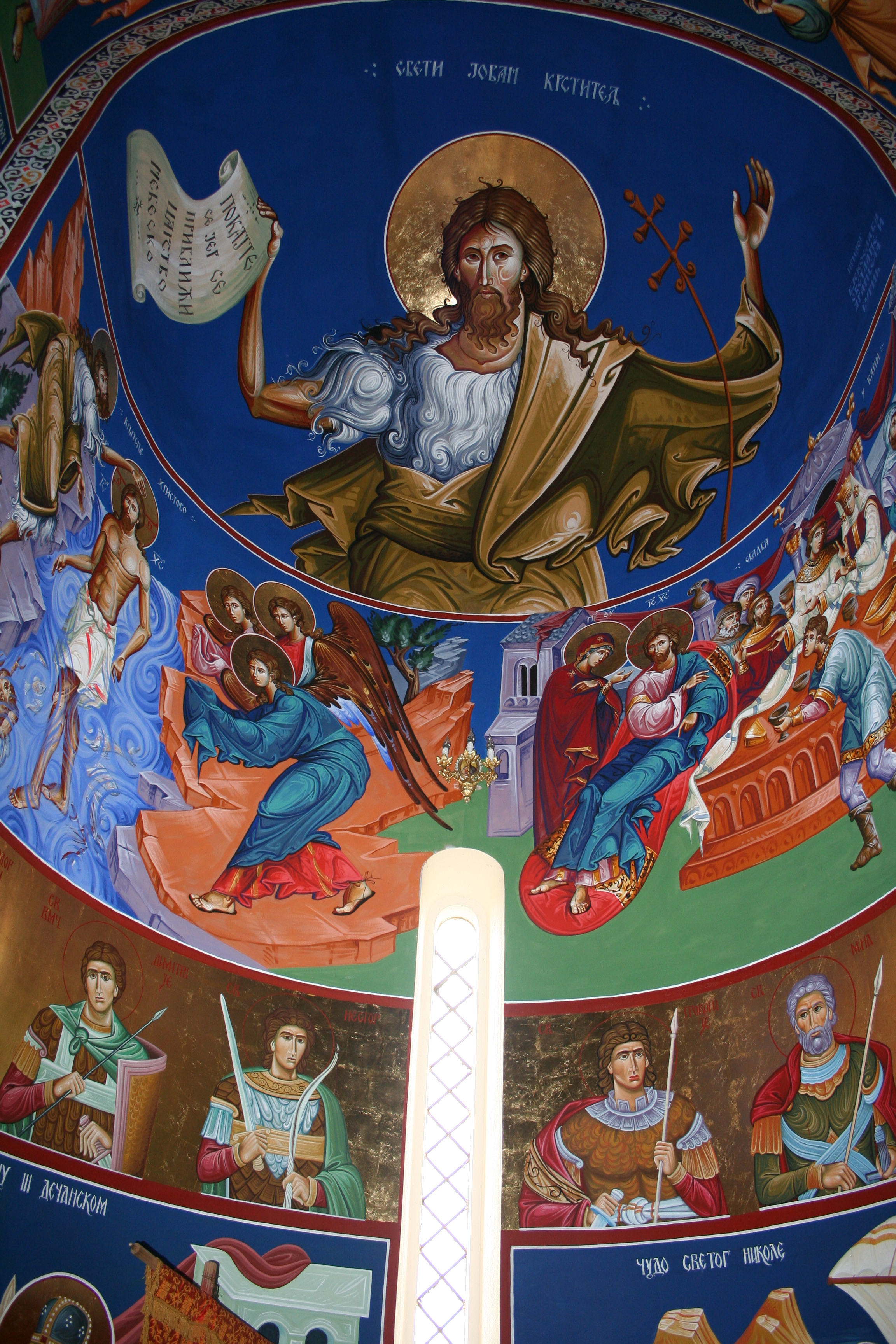
Fresko des Hl. Johannes des Täufers und der Hl. Krieger (unter anderem)
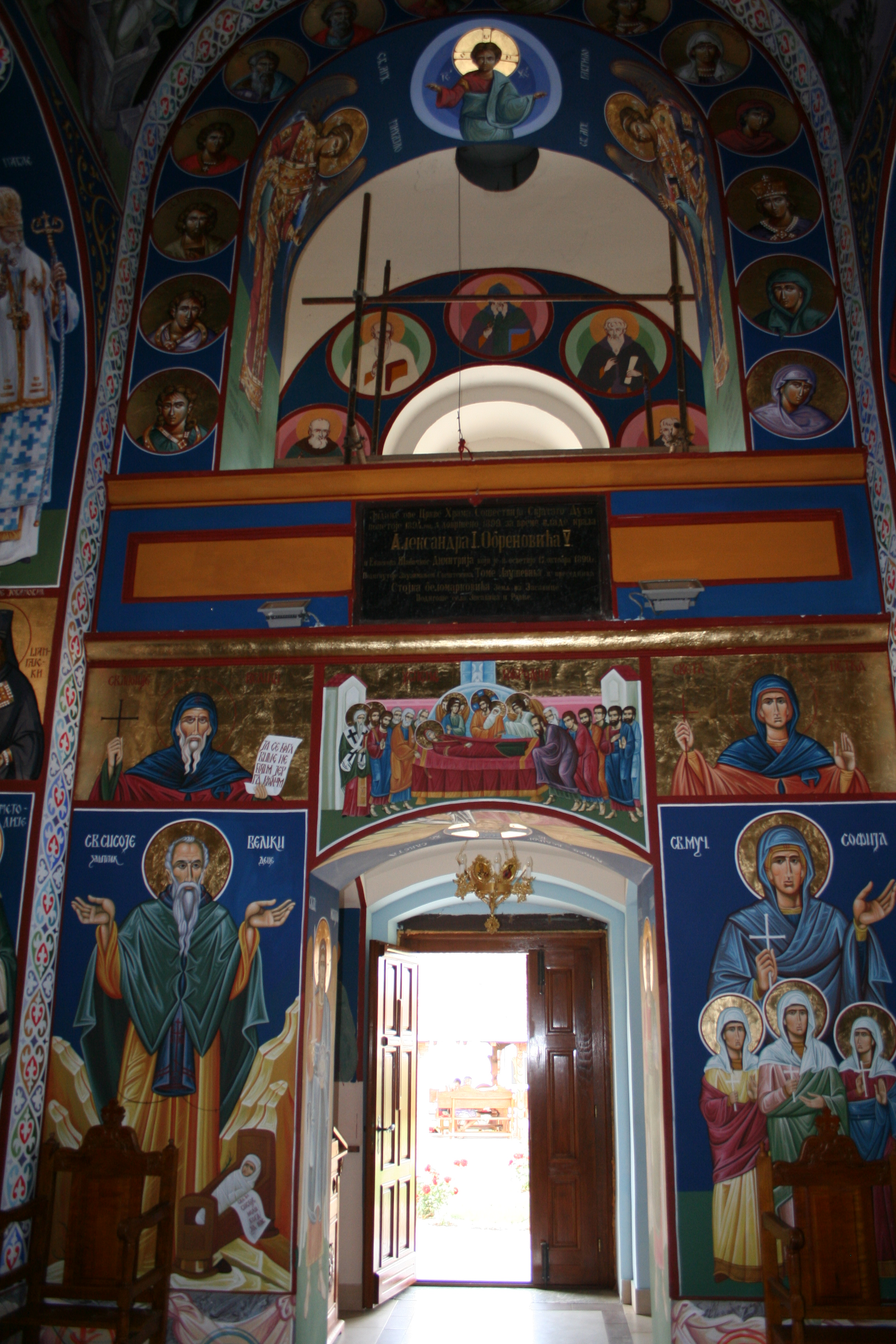
Fresken von verschiedenen Heiligen im Innenraum der Kirche
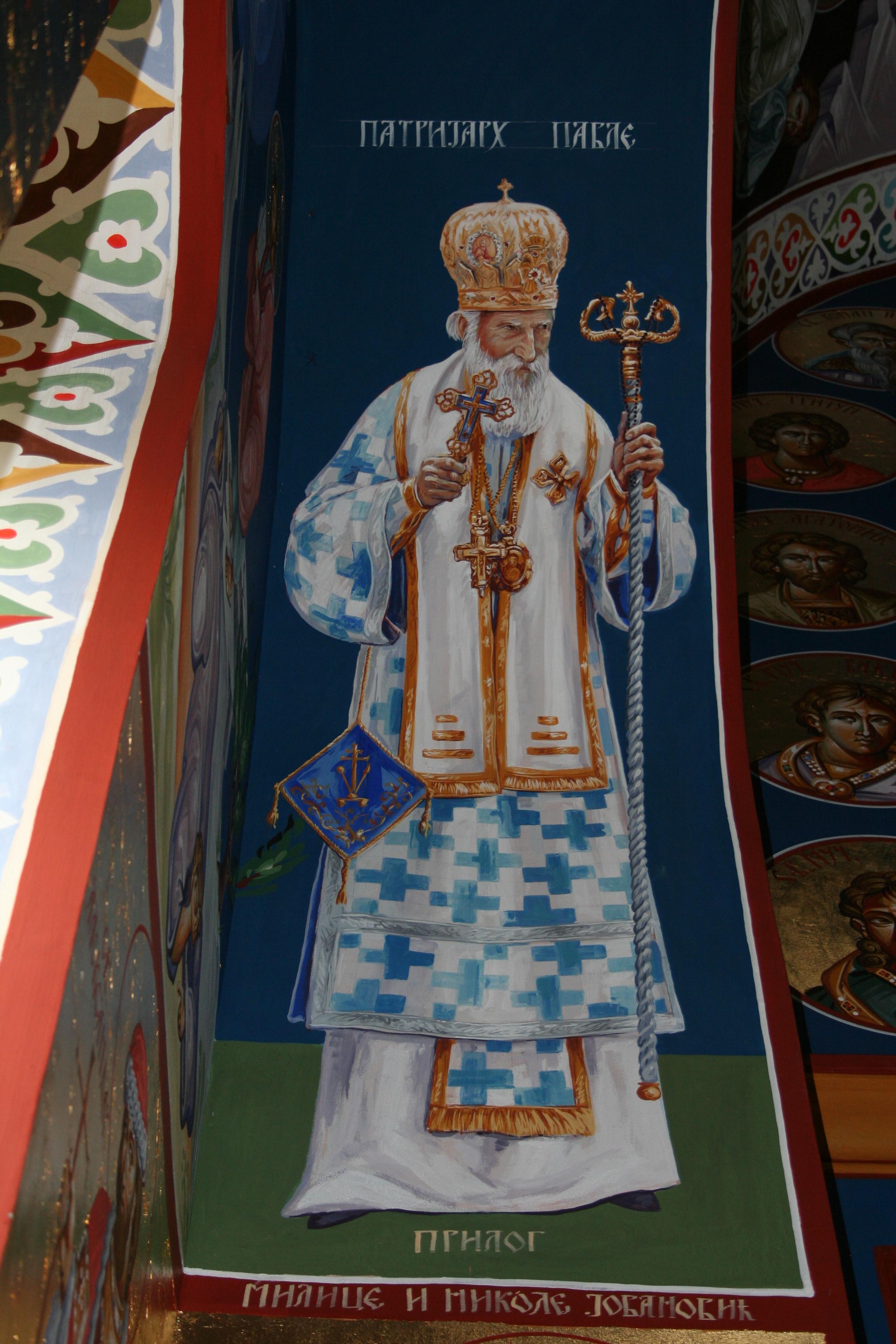
Fresko des serbischen Patriarchen Pavle (Stojčević)